# Limotettix brooksi
Limotettix brooksi är en insektsart som beskrevs av Hamilton 1994. Limotettix brooksi ingår i släktet Limotettix och familjen dvärgstritar. Inga underarter finns listade i Catalogue of Life.